# Плехтяк Василь Васильович
Василь Васильович Плехтяк (нар. 23 листопада 1981, Устя) — український футболіст, що грав на позиції захисника.Відомий за виступами у низці команд української першої ліги, загалом зіграв в українській першій лізі понад 120 матчів.

## Клубна кар'єра
Василь Плехтяк розпочав виступи в професійному футболі в 2001 році в складі команди другої ліги «Чорногора» з Івано-Франківська. У 2004 році футболіст перейшов до складу іншої команди другої ліги, проте вже на початку 2005 року став гравцем команди першої ліги «Сталь» з Дніпродзержинська. На початку 2006 року Плехтяк перейшов до іншої команди першої ліги «Спартак» з Івано-Франківська, в якій грав до кінця сезону 2006—2007 років. У сезоні 2007—2008 років футболіст грав у складі команди першої ліги «Геліос» з Харкова. На початку сезону 2008—2009 років Василь Плехтяк грав у складі команди другої ліги «Нива» з Тернополя, а на початку 2009 року перейшов до складу іншої команди другої ліги «Полтава», в якому грав до кінця сезону 2009—2010 років. У 2010 році Плехтяк перейшов до складу команди першої ліги «Прикарпаття» з Івано-Франківська. Після вибуття команди в другу лігу футболіст грав у складі івано-франківської команди до кінця 2011 року, після чого до 2016 року грав у складі низки аматорських команд Івано-Франківської області.